# Cyrtarachne madagascariensis
Cyrtarachne madagascariensis är en spindelart som beskrevs av Emerit 2000. Cyrtarachne madagascariensis ingår i släktet Cyrtarachne och familjen hjulspindlar.
Artens utbredningsområde är Madagaskar. Inga underarter finns listade i Catalogue of Life.